# Bi (jade)

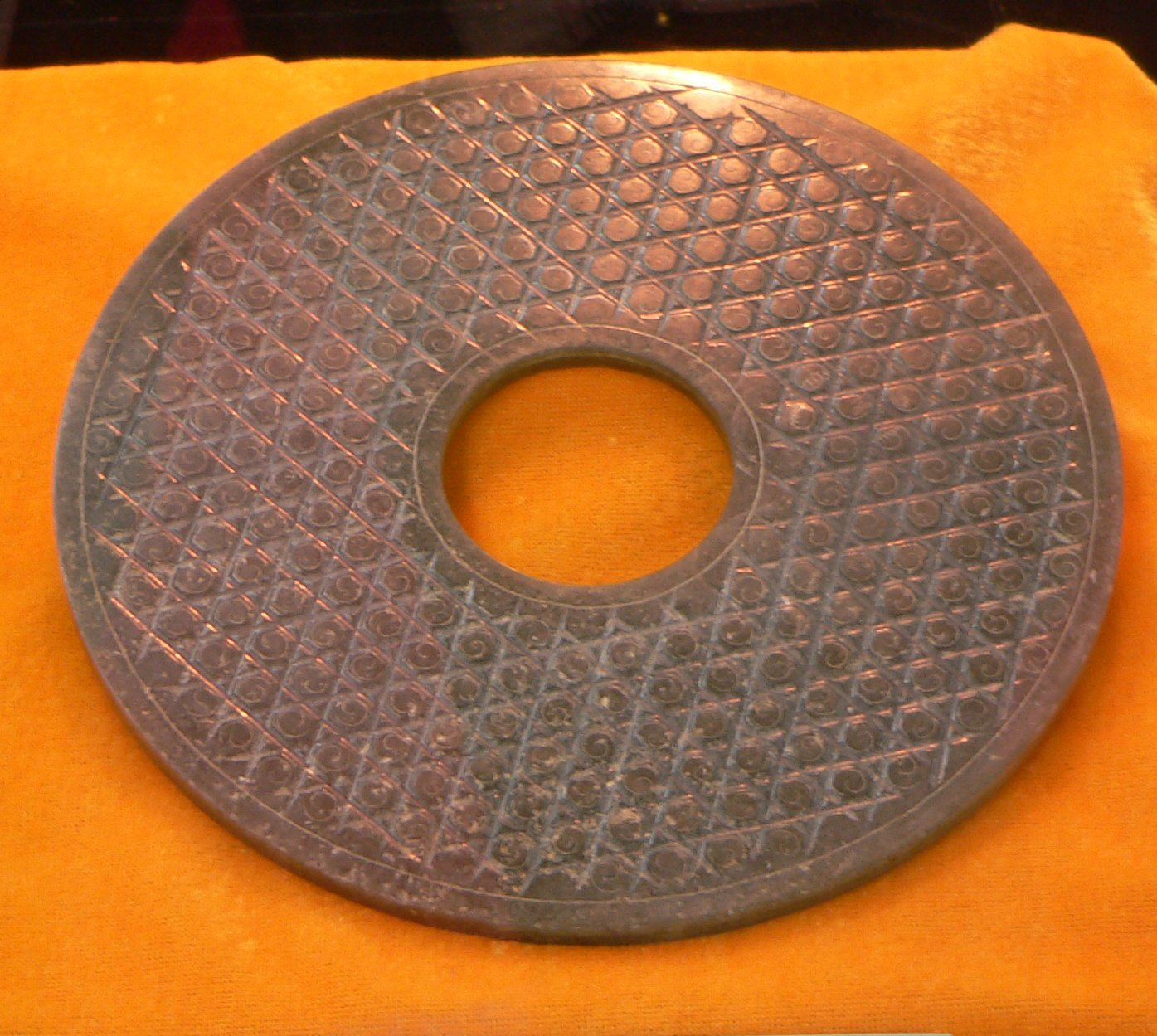
Un bi de la dinastía Han, 16 cm de diámetro.

El Bi es un artefacto de jade de la antigua China. Los primeros Bi fueron producidos en el periodo Neolítico, particularmente por la cultura Liangzhu (3400-2250 AC). Ejemplares tardíos datan principalmente de las dinastías Shang, Zhou y Han.
Un Bi es un disco plano con un agujero circular en el centro (imagen a la derecha). Los Bi Neolíticos no tienen decoraciones, mientras que los de periodos tardíos de China, como los de la dinastía Zhou, poseen tallados cada vez más elaborados en la superficie.
El jade, como el de los discos bi, ha sido utilizado a lo largo de la historia china para indicar a un individuo con cualidad moral, y ha servido también como un importante símbolo de rango.
La función original y el significado de los Bi son desconocidos, ya que las culturas neolíticas no tienen historia escrita. Los Bi a veces son encontrados cerca del estómago o el pecho, o debajo de los pies o la cabeza de difuntos en tumbas neolíticas. Tradiciones posteriores asocian al Bi con el Cielo, y al Cong con la tierra.
Consistentemente, los Bi son encontrados con imágenes del cielo y la tierra, sugiriendo que su forma circular también guarda un significado simbólico.